# Almirante Marcos A. Zar Airport
Almirante Marcos A. Zar Airport (engelska: Trelew Aerodrome) är en flygplats i Argentina. Den ligger i den södra delen av landet, 1 100 kilometer sydväst om huvudstaden Buenos Aires. Almirante Marcos A. Zar Airport ligger 42 meter över havet.
Terrängen runt Almirante Marcos A. Zar Airport är platt. Närmaste större samhälle är Trelew, 5,1 kilometer sydväst om Almirante Marcos A. Zar Airport.
Omgivningarna runt Almirante Marcos A. Zar Airport är i huvudsak ett öppet busklandskap. Runt Almirante Marcos A. Zar Airport är det ganska glesbefolkat, med 30 invånare per kvadratkilometer.